# Вязёмка
Вязёмка — река в Одинцовском городском округе Московской области России, правый приток Москвы.
В основе гидронима лежит древнее слово вяз (от «вязнуть») в значении «топь» или «болото». Кажущаяся связь с названием редкого в Подмосковье дерева вяз — случайное совпадение. По имени реки названы рабочий посёлок Большие Вязёмы и деревня Малые Вязёмы.
Длина — 20 км, площадь водосборного бассейна — 115 км². Образуется слиянием реки Большие Вязёмы, берущей начало из озера Рыбного, в 4 км к юго-западу от станции Голицыно Белорусского направления МЖД, и реки Малые Вязёмы. Устье — в 1 км на юго-запад от села Успенского.
Питание преимущественно снеговое. Вязёмка обычно замерзает в середине ноября, вскрывается в середине апреля. Наблюдается существенное снижение уровня воды, связанное, как с уменьшением уровня осадков в зимнее время, так и с пересыханием ряда приточных ручьёв и источников.
Маршрут по среднему течению реки позволяет познакомиться с природой западного Подмосковья, посетить пушкинские места области — Захарово и усадьбу Вязёмы.
Заселение бассейна реки Вязёмка началось в глубокой древности. В окрестностях современной деревни Захарово археологами обнаружен курган, датируемый XII—XIII веками.